# Fort Wayne Komets
Fort Wayne Komets – amerykański klub hokeja na lodzie z siedzibą w Fort Wayne, Indiana, grający w lidze ECHL.
Klub brał wcześniej udział w rozgrywkach CHL, oryginalnej IHL i nowej IHL.

## Historia
Oryginalny klub Komets grał w oryginalnym wcieleniu IHL od 1952 do 1990 roku. W 1990 klub został przeniesiony do Albany w stanie Nowy Jork, gdzie występował jako Albany Choppers.
Zaledwie dwa dni później rodzina Franke z Fort Wayne kupiła Flint Spirits, przeniosła klub do Fort Wayne i przyjęła nazwę, tradycje i historię oryginalnego klubu Komets. Albany Choppers grali tylko przez część sezonu 1990/1991 i w lutym 1991 klub oficjalnie zawiesił działalność.
W 1999 drugi klub działający pod nazwą Fort Wayne Komets zaczął grać w rozgrywkach United Hockey League. W 2007 liga zmieniła nazwę na International Hockey League, a w 2010 zawiesiła działalność. Komets oficjalnie zaczęli grać w Central Hockey League, a 2012 przeszli do ECHL.
W sezonie 2014-15, Komets zawarli roczną uwowę o afiljacji z Colorado Avalanche, oraz z Lake Erie Monsters, klubem farmerskim Colorado. Po udanym sezonie i partnerstwie, które okazały się korzystne dla wszystkich stron, 21 lipca 2015 Komets ogłosił kontynuację współpracy z Avalanche i nowym partnerem w AHL, San Antonio Rampage. Umowa była na sezony 2015-16 i 2016-17.
Jednakże w 2016, obydwa kluby zgodziły się na zakończenie współpracy po zaledwie jednym sezonie. Po sezonie samodzielnej działalności, Komets zgodził się na jednoroczną umowę afiliacyjną z Arizona Coyotes i ich klubem farmerskim w AHL, Tucson Roadrunners, ale po wygaśnięciu kontrakt nie został przedłużony.

## Osiągnięcia
- Mistrzostwo w sezonie regularnym: 1959–60, 1962–63, 1972–73, 1977–78, 1983–84, 1985–86, 1986–87, 2002–03, 2003–04, 2006–07, 2007–08, 2008–09
- Finał o Turner Cup – wicemistrzostwo IHL: 1959, 1960, 1964, 1967, 1980, 1986, 1991, 1994
- Turner Cup – mistrzostwo IHL: 1963, 1965, 1973, 1993, 2008, 2009, 2010
- Colonial Cup – mistrzostwo UHL: 2003
- Ray Miron President’s Cup: 2003
- Kelly Cup – mistrzostwo ECHL: 2021